# Библијски појас
Библијски појас (енгл. Bible Belt) је неформални назив за област Сједињених Држава у којој друштвено конзервативни евангелистички протестантизам има врло значајно место у култури, а црквена посећеност хришћанских деноминација је изузетно висока.
Библијски појас заузима већи део јужних Сједињених Држава и део југозападних Сједињених Држава. За време колонијалног периода (1607—1776), Југ је био упориште англиканске цркве. Прелаз ове области у упориште неангликанског протестантизма се постепено одвијао током следећег века у коме је низ покрета религиозног оживљавања, од којих су многи били повезани са баптистичком деноминацијом, стекао популарност у овом региону.
Ова област представља супротност североисточним Сједињеним Државама које су „мејнстрим“ протестантске и католичке, религиозно разноликом средњем западу, Мормонском коридору у Јути и јужном Ајдаху и релативно секуларним западним Сједињеним Државама. Проценат нерелигиозног становништва је највећи у североисточној држави Вермонт где их је 34%, а најмањи у држави Библијског појаса Алабами, где их је само 6%. У Мисисипију се налази највећи проценат баптиста, 55%.
Најранији случај употребе израза „Библијски појас“ је забележио амерички новинар и друштвени коментатор, Х. Л. Менкена, који је 1924. године у Чикаго дејли трибјуну написао: „Стара игра, подозревам, почиње да се одиграва у Библијском појасу.“